# Cetus (człon rakiety)
Cetus – amerykański człon rakiet nośnych Blue Scout Junior, Scout X-1A, Scout X-3A i Scout X-4A. Używany między latami 1960 a 1970. Spalał stały materiał pędny.
Cetus stanowił jedyne zastosowanie silników NOTS 100A.